# Nowa Krępa (Garwolin)
Pour les articles homonymes, voir Nowa Krępa.
Nowa Krępa (prononciation : [ˈnɔva ˈkrɛmpa]) est un village polonais de la gmina de Sobolew dans le powiat de Garwolin de la voïvodie de Mazovie dans le centre-est de la Pologne.
Il se situe à environ 20 kilomètres au sud de Garwolin (siège du powiat) et à 69 kilomètres au sud-est de Varsovie (capitale de la Pologne).
Le village possède approximativement une population de 130 habitants.

## Histoire
De 1975 à 1998, le village appartenait administrativement à la voïvodie de Siedlce.